# Aulacocalyx
Aulacocalyx là một chi thực vật có hoa trong họ Thiến thảo (Rubiaceae).

## Loài
Chi Aulacocalyx gồm các loài: